# Будешти
Будешти (рум. Budeşti) — город в Румынии, входит в состав жудеца Кэлэраши.

## История
Первое документальное упоминание относится к 1526 году.
Статус города коммуна Будешти получила в 1989 году.